# Albert Rop
Albert Kibichii Rop (* 17. Juli 1992 in Kapsabet) ist ein bahrainischer Langstreckenläufer kenianischer Herkunft, der sich auf den 5000-Meter-Lauf spezialisiert hat.

## Sportliche Laufbahn
2013 stellte Rop ohne vorher bei internationalen Meisterschaften in Erscheinung getreten zu sein beim Herculis in Monaco mit 12:51,96 min einen neuen Asienrekord über 5000 Meter auf. Im Jahr darauf wurde er beim Continentalcup in Marrakesch in 13:36,62 min Vierter und gewann bei den Asienspielen in Incheon in 13:28,08 min die Bronzemedaille hinter dem Katari Mohamad al-Garni und seinem Landsmann Alemu Bekele. Bei den Crosslauf-Weltmeisterschaften 2015 in Guiyang wurde er nach 35:59 min Elfter und gewann mit dem bahrainischen Team die Bronzemedaille. Sowohl bei den Arabischen Meisterschaften in Manama, als auch bei den Asienmeisterschaften in Wuhan gewann er die Silbermedaille und musste sich dort nur al-Garni geschlagen geben. Damit qualifizierte er sich für die Weltmeisterschaften in Peking, bei denen er mit 14:00,12 min im Finale den elften Platz belegte. Anschließend siegte er im Oktober in 13:23,70 min bei den Militärweltspielen im südkoreanischen Mungyeong. 2016 gewann er bei den Hallenasienmeisterschaften in Doha in 7:40,27 min die Silbermedaille hinter al-Garni und nahm im Sommer an den Olympischen Spielen in Rio de Janeiro teil. Dort klassierte er sich nach 13:08,79 min im Finale auf dem siebten Platz.
Bei den Crosslauf-Weltmeisterschaften 2017 in Kampala musste er seinen Lauf vorzeitig beenden und schied bei den Weltmeisterschaften in London mit 13:32,40 min in der Qualifikation aus. Im Jahr darauf erreichte er bei den Halbmarathon-Weltmeisterschaften in Valencia Rang 13 und gewann im August hinter seinem Landsmann Birhanu Balew in 13:43,76 min die Silbermedaille bei den Asienspielen in Jakarta. 2019 gelangte er bei den Crosslauf-Weltmeisterschaften in Aarhus nach 33:15 min auf Rang 23 und siegte anschließend bei den Arabischen Meisterschaften in Kairo im 10.000-Meter-Lauf und gewann Silber über 5000 Meter. Kurz darauf musste er sich bei den Asienmeisterschaften in Doha in 13:37,57 min erneut Landsmann Balew geschlagen geben. Diesen zweiten Platz verlor er später wegen Verstoßes gegen die Dopingregeln. Nach Ablauf seiner Sperre startete im Winter 2021 bei verschiedenen Straßenläufen in Europa und im Jahr darauf belegte er bei den Islamic Solidarity Games in Konya in 28:45,66 min den fünften Platz und über 5000 Meter gelangte er mit 14:02,09 min auf Rang sieben. 2023 siegte er in 29:32 min bei den Arabischen Crosslauf-Meisterschaften in Kairo und 2025 gewann er bei den Asienmeisterschaften in Gumi in 28:46,82 min die Bronzemedaille über 10.000 Meter hinter dem Inder Gulveer Singh und Mebuki Suzuki aus Japan. Zudem belegte er über 5000 Meter in 13:33,41 min den fünften Platz.

## Dopingsperre
Kurz vor Beginn der Weltmeisterschaften 2019 in Doha wurde Rop von der unabhängige Integritätskommission AIU des Weltleichtathletikverbandes World Athletics wegen Verstoßes gegen die Melderegeln zum Aufenthaltsort vorläufig suspendiert. Ende März 2020 teilte die AIU mit, dass sie Rop deswegen für zwei Jahre ab dem 24. September 2019 gesperrt hat. Er wurde vom 11. April bis 24. September 2019 disqualifiziert.

## Persönliche Bestzeiten
- 3000 Meter: 7:32,02 min, 27. August 2016 in Paris (bahrainischer Rekord)
  - 3000 Meter (Halle): 7:38,77 min, 9. Februar 2014 in Gent
- 5000 Meter: 12:51,96 min, 19. Juli 2013 in Monaco (Asienrekord)
  - 5000 Meter (Halle): 13:09,43 min, 18. Februar 2017 in Birmingham (Asienrekord)
- 10.000 Meter: 28:21,08 min, 5. April 2019 in Kairo
- 10-km-Strasenlauf: 27:44 min, 7. Oktober 2018 in Utrecht (bahrainischer Rekord)
- Halbmarathon: 1:01:05 h, 12. März 2023 in Den Haag